# NACRA M19 2013
El NACRA M19 del 2013 fue la 8° edición del torneo de rugby juvenil de la confederación norteamericana.
Se disputó en Trinidad y Tobago.

## Equipos participantes
- Selección juvenil de rugby de Barbados
- Selección juvenil de rugby de Bermudas
- Selección juvenil de rugby de Islas Caimán
- Selección juvenil de rugby de Jamaica
- Selección juvenil de rugby de México
- Selección juvenil de rugby de Trinidad y Tobago

## Posiciones

### Grupo A
| Pos. | Equipo            | Encuentros | Encuentros | Encuentros | Encuentros | Tantos  | Tantos    | Tantos     | Puntos |
| Pos. | Equipo            | jugados    | ganados    | empatados  | perdidos   | a favor | en contra | diferencia | Puntos |
| ---- | ----------------- | ---------- | ---------- | ---------- | ---------- | ------- | --------- | ---------- | ------ |
| 1    | México            | 2          | 1          | 0          | 1          | 40      | 34        | + 10       | 6      |
| 2    | Trinidad y Tobago | 2          | 1          | 0          | 1          | 34      | 31        | + 3        | 5      |
| 3    | Barbados          | 2          | 1          | 0          | 1          | 44      | 53        | - 9        | 4      |

Nota: Se otorgan 4 puntos al equipo que gane un partido y 2 al que empate
Puntos Bonus: 1 punto por convertir 4 tries o más en un partido y 1 al equipo que pierda por no más de 7 tantos de diferencia
|  | Finalista |

| 6 de julio | Trinidad y Tobago | 14 - 7 | México |  |  |

| 8 de julio | México | 33 - 20 | Barbados |  |  |

| 10 de julio | Trinidad y Tobago | 20 - 24 | Barbados |  |  |

### Grupo B
| Pos. | Equipo       | Encuentros | Encuentros | Encuentros | Encuentros | Tantos  | Tantos    | Tantos     | Puntos |
| Pos. | Equipo       | jugados    | ganados    | empatados  | perdidos   | a favor | en contra | diferencia | Puntos |
| ---- | ------------ | ---------- | ---------- | ---------- | ---------- | ------- | --------- | ---------- | ------ |
| 1    | Islas Caimán | 2          | 2          | 0          | 0          | 73      | 10        | + 63       | 10     |
| 2    | Jamaica      | 2          | 1          | 0          | 1          | 10      | 36        | - 26       | 4      |
| 3    | Bermudas     | 2          | 0          | 0          | 2          | 13      | 50        | - 37       | 1      |

Nota: Se otorgan 4 puntos al equipo que gane un partido y 2 al que empate
Puntos Bonus: 1 punto por convertir 4 tries o más en un partido y 1 al equipo que pierda por no más de 7 tantos de diferencia
|  | Finalista |

| 6 de julio | Jamaica | 10 - 3 | Bermudas |  |  |

| 8 de julio | Islas Caimán | 33 - 0 | Jamaica |  |  |

| 10 de julio | Islas Caimán | 40 - 10 | Bermudas |  |  |

### Definición 5° puesto
| 13 de julio | Barbados | 30 - 26 | Bermudas |  |  |

### Definición 3° puesto
| 13 de julio | Trinidad y Tobago | 41 - 12 | Jamaica |  |  |

### Final
| 13 de julio | Islas Caimán | 42 - 17 | México |  |  |

| Bandera de Islas Caimán |
| Campeón Islas Caimán    |
| Quinto título           |

## Trofeo
| Pos. | Equipo                | Encuentros | Encuentros | Encuentros | Encuentros | Tantos  | Tantos    | Tantos     | Puntos |
| Pos. | Equipo                | jugados    | ganados    | empatados  | perdidos   | a favor | en contra | diferencia | Puntos |
| ---- | --------------------- | ---------- | ---------- | ---------- | ---------- | ------- | --------- | ---------- | ------ |
| 1    | Trinidad y Tobago B   | 3          | 3          | 0          | 0          | 154     | 3         | + 151      | 15     |
| 2    | Islas Turcas y Caicos | 3          | 2          | 0          | 1          | 83      | 33        | + 50       | 10     |
| 3    | Guyana                | 3          | 1          | 0          | 2          | 29      | 95        | - 66       | 5      |
| 4    | Santa Lucía           | 3          | 0          | 0          | 3          | 10      | 145       | - 135      | 0      |

Nota: Se otorgan 4 puntos al equipo que gane un partido y 2 al que empate
Puntos Bonus: 1 punto por convertir 4 tries o más en un partido y 1 al equipo que pierda por no más de 7 tantos de diferencia
|  | Ganador Trophy |

| 7 de julio | Guyana | 29 - 10 | Santa Lucía |  |  |

| 7 de julio | Trinidad y Tobago B | 33 - 3 | Islas Turcas y Caicos |  |  |

| 9 de julio | Trinidad y Tobago B | 70 - 0 | Santa Lucía |  |  |

| 9 de julio | Guyana | 0 - 34 | Islas Turcas y Caicos |  |  |

| 11 de julio | Trinidad y Tobago B | 51 - 0 | Guyana |  |  |

| 11 de julio | Santa Lucía | 0 - 46 | Islas Turcas y Caicos |  |  |